# 줄리에타
《줄리에타》(Julieta)는 2016년 4월에 개봉한 스페인의 드라마 영화이다. 페드로 알모도바르가 감독과 각본을 맡았으며, 앨리스 먼로의 단편 소설 Runaway 가 영화의 원작이다.
2016 칸 영화제 황금종려상 경쟁 부문 후보였다. 제29회 유럽 영화상 작품상, 감독상 등 네 부문에 지명됐다. 제89회 아카데미상 외국어영화상 부문 스페인 출품작이다.

## 출연

### 주연
- 엠마 수아레스
- 아드리아나 우가르테

### 조연
- 다니엘 그라오
- 인마 케스타
- 다리오 그란디네티
- 미셸 제너
- 로시 드 팔마
- 나탈리에 포자
- 피라 카스트로
- 수지 산체스
- 프리실라 델가도
- 호아킨 노타리오

## 기타
- 특수효과: 리예스 아바데스
- 분장-헤어: 아나 로페즈 푸이그세버